# Cementerio Mount Carmel
El cementerio Mount Carmel es un cementerio católico que se encuentra en Hillside que es un suburbio de Chicago (EE. UU.). Es un cementerio en activo que se encuentra bajo la jurisdicción de la archidiócesis de Chicago.
Fue consagrado en 1901 y en él se encuentran enterradas más de 250.000 personas a las que se añaden unas 800 más cada año. Su extensión es de 214 acres.
En este cementerio se encuentran enterradas diversas personas relacionadas con el crimen organizado en Chicago entre ellas Al Capone junto su padre y su hermano.